# Evangelische Kirche (Heßdorf)

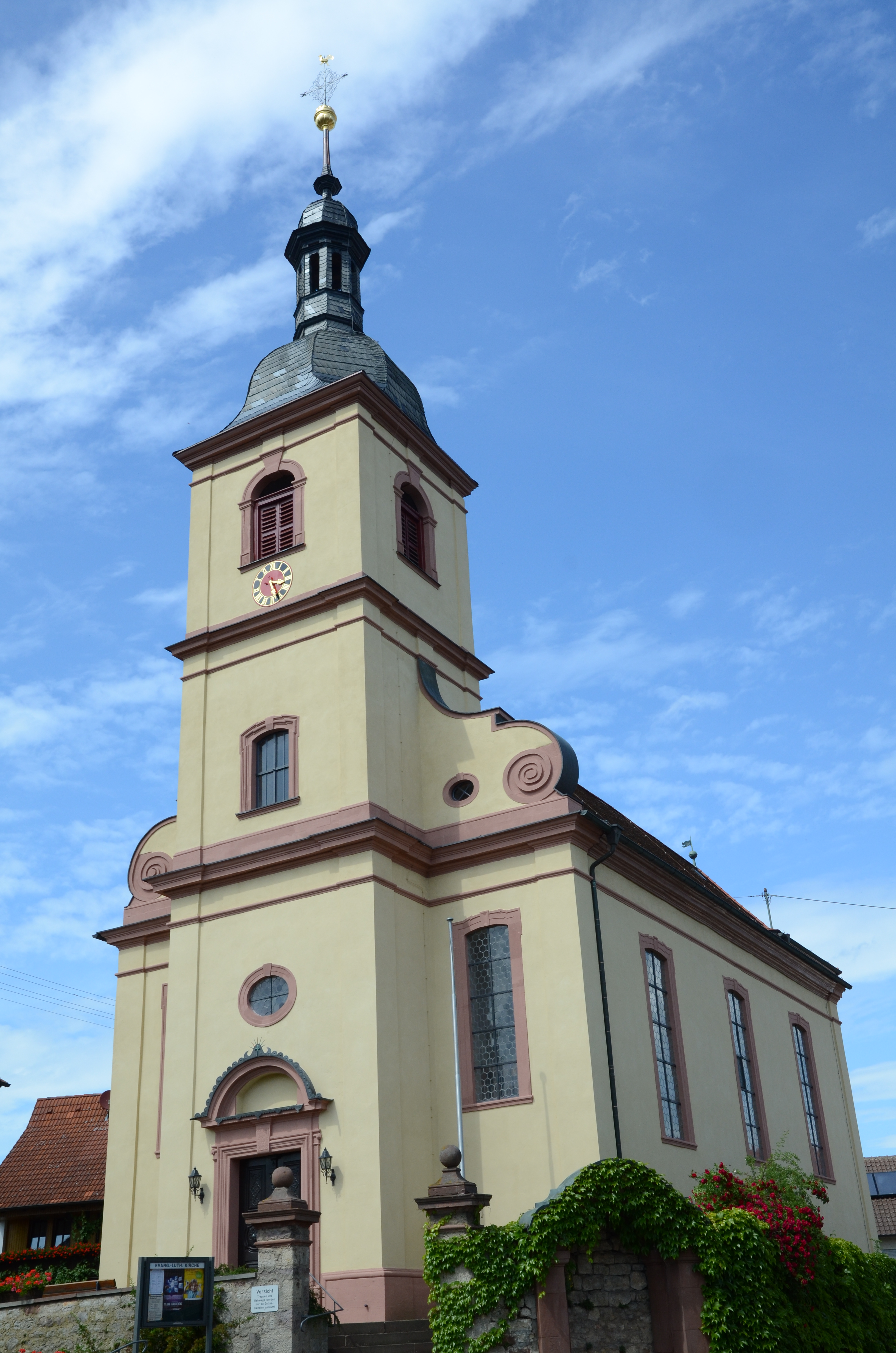
Evangelische Kirche (Heßdorf)

Die evangelische Pfarrkirche steht in Heßdorf, einem Gemeindeteil von Karsbach im unterfränkischen Landkreis Main-Spessart in Bayern. Das denkmalgeschützte Bauwerk stammt aus dem 18. Jahrhundert. Die Kirchengemeinde gehört zur Pfarrei Höllrich-Heßdorf im Evangelisch-Lutherischen Dekanat Lohr am Main im Kirchenkreis Ansbach-Würzburg der Evangelisch-Lutherischen Kirche in Bayern.

## Beschreibung
Die verputzte barocke Saalkirche wurde zwischen 1741 und 1744 erbaut. Sie besteht aus einem mit einem Satteldach bedeckten Langhaus aus drei Jochen, einen eingezogenen, dreiseitig geschlossenen Chor im Nordosten und einen halb in das Langhaus eingestellten dreigeschossigen Fassadenturm im Südwesten, der mit einer schiefergedeckten geschwungenen Haube mit Laterne bedeckt ist. Sein zweites Geschoss wird von Voluten flankiert, sein oberstes beherbergt die Turmuhr und den Glockenstuhl. Das Langhaus hat Emporen an drei Seiten. Am Chorbogen befinden sich die Kanzel und ihr Schalldeckel. Ihm gegenüber auf der Empore steht die Orgel. Sie hat 13 Register, ein Manual und ein Pedal und wurde 1744 von Jakob Theodor Berns gebaut.